# Lake Kathryn
Lake Kathryn és una concentració de població designada pel cens dels Estats Units a l'estat de Florida. Segons el cens del 2000 tenia 845 habitants.

## Demografia
Segons el cens del 2000, Lake Kathryn tenia 845 habitants, 344 habitatges, i 215 famílies. La densitat de població era de 116,5 habitants/km².
Dels 344 habitatges en un 25,3% hi vivien nens de menys de 18 anys, en un 49,7% hi vivien parelles casades, en un 6,4% dones solteres, i en un 37,5% no eren unitats familiars. En el 26,7% dels habitatges hi vivien persones soles el 12,8% de les quals corresponia a persones de 65 anys o més que vivien soles. El nombre mitjà de persones vivint en cada habitatge era de 2,46 i el nombre mitjà de persones que vivien en cada família era de 3.
Per edats la població es repartia de la següent manera: un 25,1% tenia menys de 18 anys, un 5,6% entre 18 i 24, un 27,2% entre 25 i 44, un 24% de 45 a 60 i un 18,1% 65 anys o més.
L'edat mediana era de 40 anys. Per cada 100 dones de 18 o més anys hi havia 104,2 homes.
La renda mediana per habitatge era de 15.733 $ i la renda mediana per família de 17.143 $. Els homes tenien una renda mediana de 25.000 $ mentre que les dones 13.750 $. La renda per capita de la població era de 8.816 $. Entorn del 34,8% de les famílies i el 36,9% de la població estaven per davall del llindar de pobresa.

## Poblacions més properes
El següent diagrama mostra les poblacions més properes.